# Гутиря В'ячеслав Володимирович
В'ячесла́в Володи́мирович Гути́ря (нар. 18 травня 1960, м. Артемівськ (нині Бахмут), Сталінська область (нині Донецька), УРСР) — український художник і скульптор. Заслужений художник України.
Член Національної спілки художників України (1990).

## Життєпис
Народився в Артемівську (нині м. Бахмут) на Донеччині. Має середню освіту. Творчо працює в галузі монументального мистецтва, станкового живопису, малої пластики.
Учасник обласних, республіканських (від 1983), міжнародних (від 1991) мистецьких виставок. Персональні — у Краматорську (1990, 1997, 2016), Києві (1993, 1996, 2005), Парижі, Будапешті (обидві — 1993), Донецьку (1998), Барселоні (2003). У роботах відтворює власне бачення історії та ставлення до вічних тем людства — добра, зла, кохання.
Живе і працює в Краматорську, член Краматорської творчої асоціації «Коло» (1995). Має молодшого брата — скульптора й художника Олександра Гутирю.

## Твори

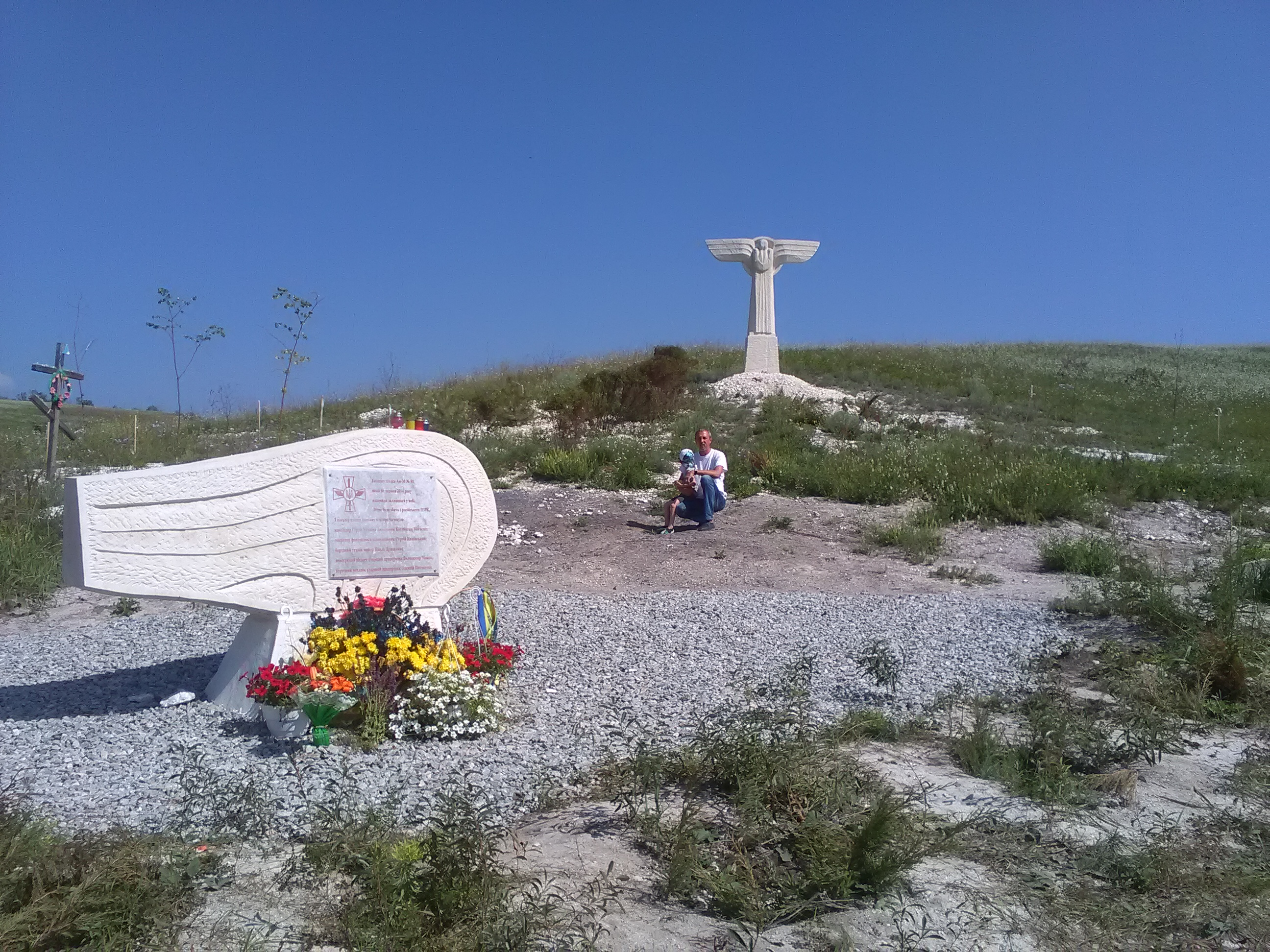
Скульптура «Скорботний Янгол»

Скульптура: «Базар» (1983), «Диканька» (1987), «Амазонки» (2003, 2004, бронза), «Мідас», «Степ» (2004, бронза), «Приборкування коня» (2015, сталь), композиція «Відлуння Скіфії» (2015 — у співавторстві з грузинськими монументалістами), скульптурна композиція, присвячена творчості художниці Марії Примаченко (2015, Краматорськ)  та ін.
Живопис: «Суперечка» (1998), «Хід конем», «В'їзд до Трої», «Біля вогнища» (усі 1999), «Природа», «Дідусеві казки», «Суд Париса» (2004), «Творець пекторалі» (2015), «Шлях» (2016) та ін.
Роботи митця є в музеях, скульптурні твори встановлені в багатьох містах України (Київ, Донецьк, Херсон, Полтава, Краматорськ та ін.), а також у Канаді (Ванкувер) і зберігаються в приватних колекціях, зокрема в Німеччині, Франції, Італії, Угорщині.

## Нагороди, відзнаки
- Почесне звання «Заслужений художник України» (2013) — за вагомий особистий внесок у розвиток українського образотворчого мистецтва, значні творчі здобутки, високу професійну майстерність та з нагоди 75-ї річниці Національної спілки художників України[3].
- Перші премії на симпозіумі скульпторів у м. Чернігові (1989) і на конкурсі «Марина» (2000, Одеса)[4].
- Лауреат конкурсу сучасної пластики на VI Всеукраїнській трієнале «Скульптура-2014»[5].
- Почесна грамота Верховної Ради України — за особливі заслуги перед Українським народом (2016)
- Відзнака Президії Національної академії мистецтв України - за виставковий проект "Мандри" (2024)

## Галерея

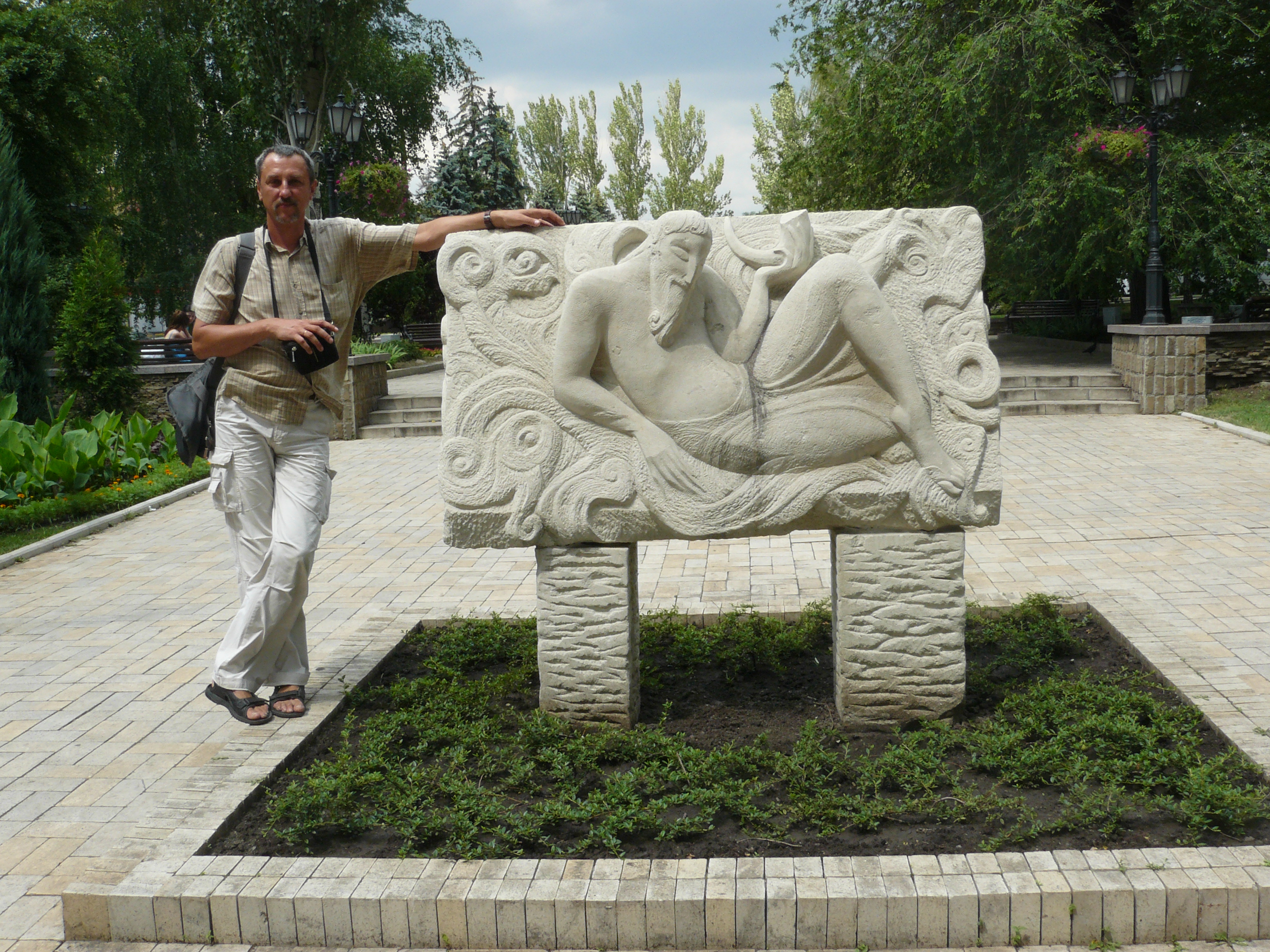
«Скіф». Донецьк, 2009
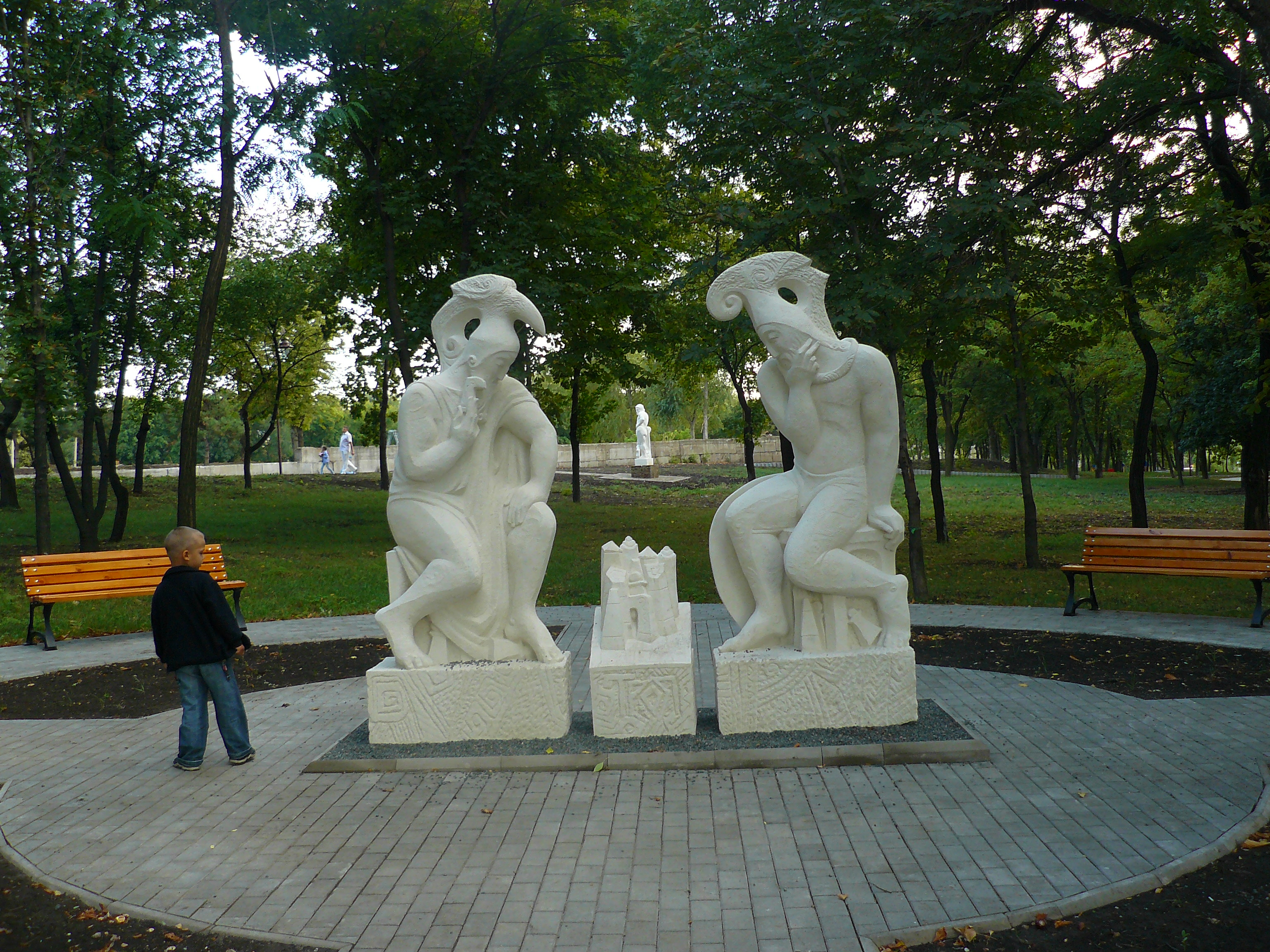
«Хід конем». Донецьк, 2013
«Сім'я читачів». Краматорськ, 2015
Пам'ятник Марії Примаченко. Краматорськ, 2015Пам'ятник Марії Примаченко. Краматорськ, 2015
«Народжені в Україні» — пам'ятник Казимиру Малевичу, Давиду Бурлюку, Олександрові Архипенку та Михайлові Бойчуку. Краматорськ, 2020«Народжені в Україні» — пам'ятник Казимиру Малевичу, Давиду Бурлюку, Олександрові Архипенку та Михайлові Бойчуку. Краматорськ, 2020
пам'ятник Василю Стусу. Краматорськ, вулиця Стуса, 2021пам'ятник Василю Стусу. Краматорськ, вулиця Стуса, 2021
Пам'ятник Василю Стусу. Краматорськ, школа № 8, 2021Пам'ятник Василю Стусу. Краматорськ, школа № 8, 2021